# Lipcse (Németország)

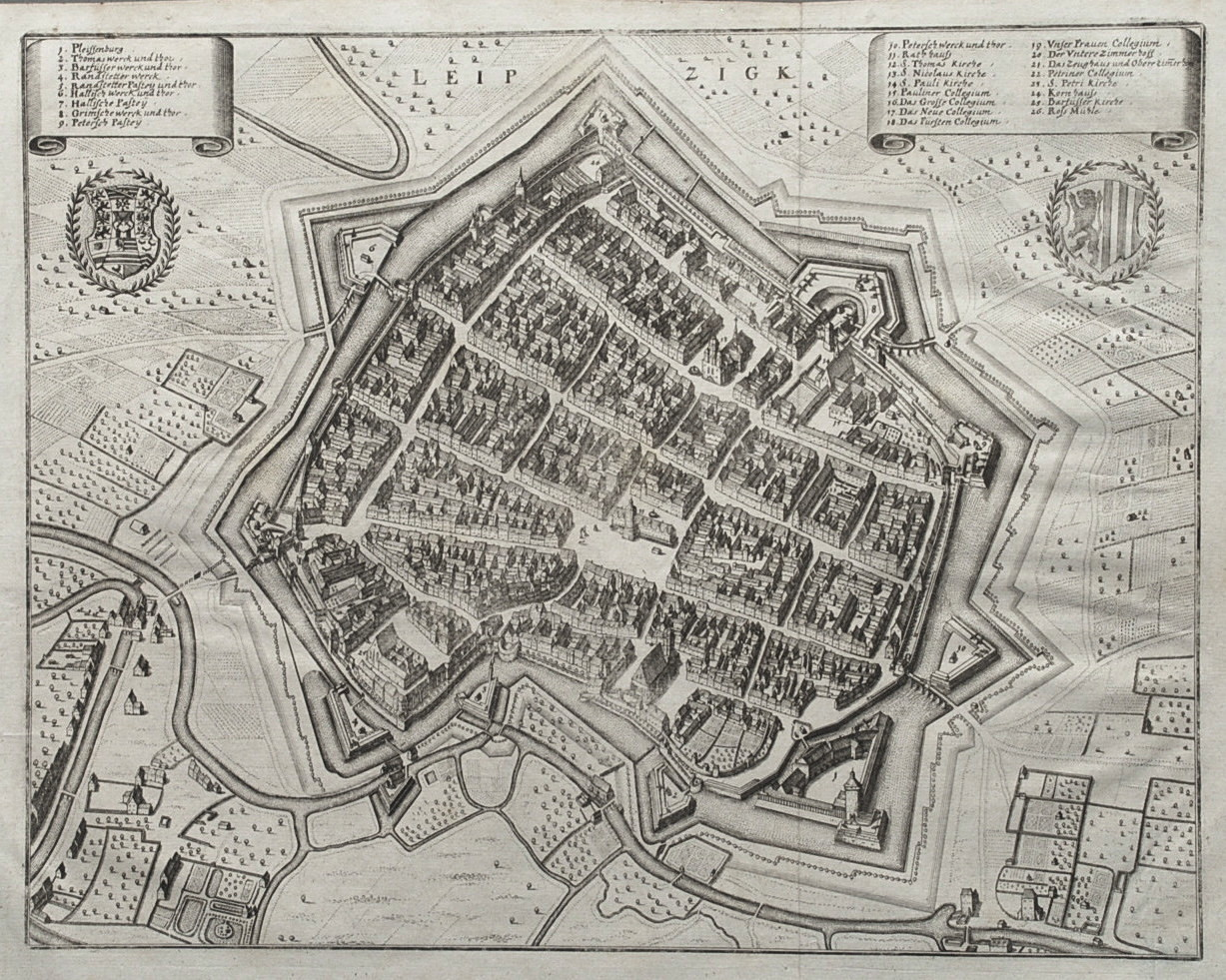
Lipcse városa, 1650-ben

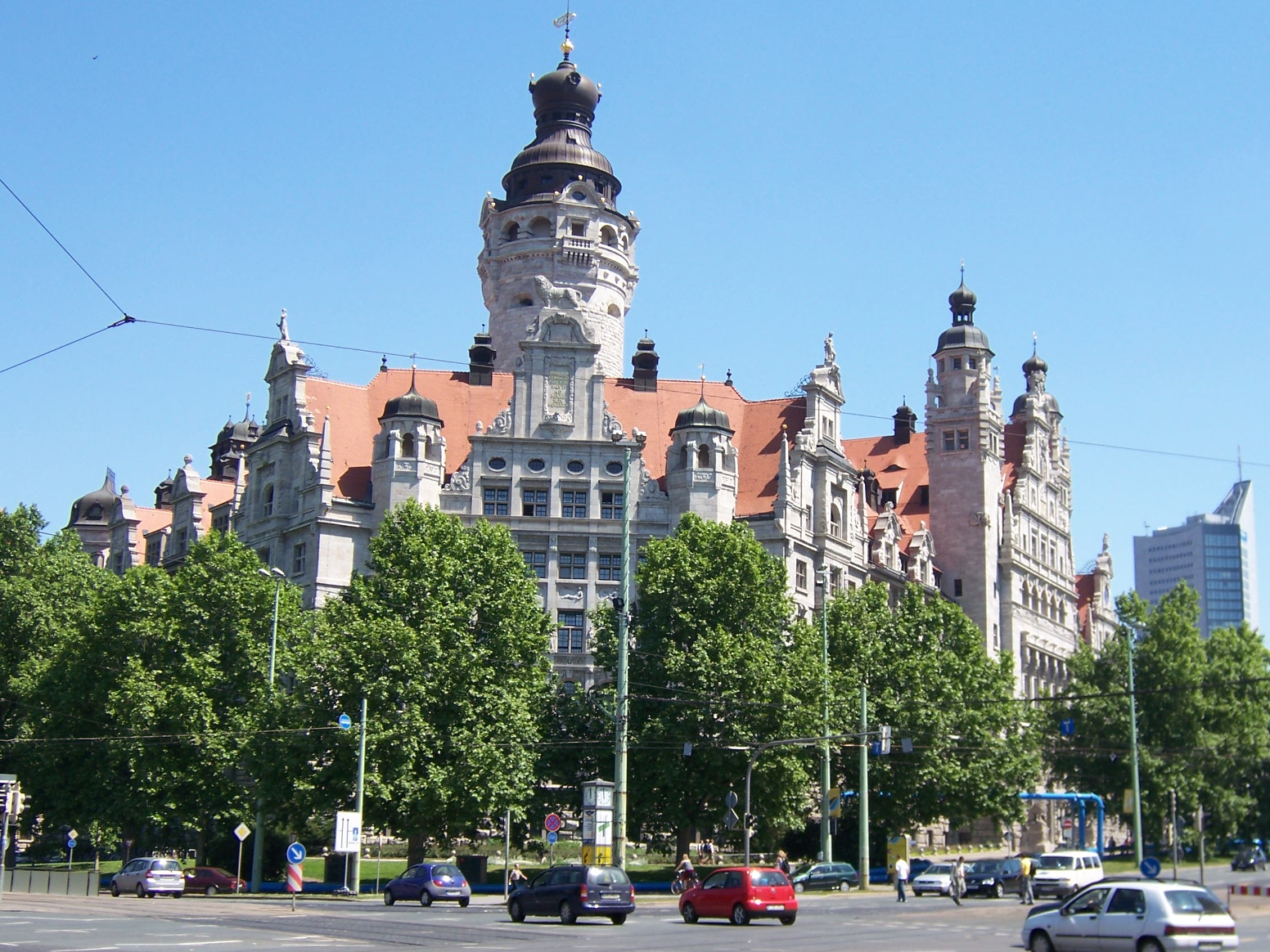
Lipcse: Új városháza

Lipcse, németül Leipzig (IPA: [ˈlaɪ̯pt͡sɪç]), Németország keleti részén fekvő város, a szász szövetségi tartomány legnagyobb városa, a Drezda-Meißeni egyházmegye püspöki székvárosa. Nevét a Lipsk szláv szóból kapta, jelentése: „Ahol a hársfák állnak”. A magyar elnevezés a nyelvújítás korszakában honosodott meg a nyelvben. A város a Pleisse, a Fehér Elster és a Parthe folyók találkozásánál fekszik.

## Története
Az első írásos emlék a városról 1015-ből származik, városi és kereskedelmi jogokat 1165-ben kapott. Az 1409-ben alapított egyeteme elindította a várost a jogi és könyvkiadó központtá fejlődés útján, ma már a legfelsőbb bíróság és a Német Nemzeti Könyvtár is a városban van.
1519. június 27. és július 16. között Luther Márton, Andreas Karlstadt és Johann Eck közt zajlott a Lipcsei Disputa, amelyen – a protestánsok szerint – Luther megvédte hittételeit.
1813. október 16-tól 19-ig tartott a népek csatája, a napóleoni háborúk legnagyobb ütközete. Lipcse mellett, a Nagy-Britannia, az Orosz Birodalom, Portugália, Poroszország, Ausztria és Svédország alkotta koalíciós erők súlyos vereséget mértek Napóleon császár seregeire.
1839-ben adták át a Lipcse-Drezda vasútvonalat, ami az első volt Németországban. Ez nagyban hozzájárult Lipcse közlekedési csomóponttá fejlődéséhez. Az iparosodás és a peremvárosok beolvasztása következtében a 19. század végére a lakosság száma rohamosan nőtt, 1871-ben már 100 000 volt.
1945. április 18-án a 3. amerikai hadsereg foglalta el, majd július 2-án a szovjet Vörös Hadsereg szállta meg a várost, mert a jaltai konferencia megállapodása értelmében az a szovjet zónába került. Az 1949-ben megalakult Kelet-Németország második legnagyobb városa lett, de gazdasága, kultúrája, vallási élete a szocializmusban erősen visszaesett. A középkortól kezdve megrendezett lipcsei vásár ekkor is megőrizte rangját, a KGST-országok legnagyobb vására volt.

### A város nevei a történelem során
| Év                | 7–9. sz. | 1015  | 1165 | 1220     | 1232   | 1402     | 1459      | 1494 | 1507    |
| Aktuális városnév | Lipsk    | Libzi | Lipz | Liptzick | Lipzic | Leiptzgk | Leipczigk | Lips | Leipzig |

## Vallások

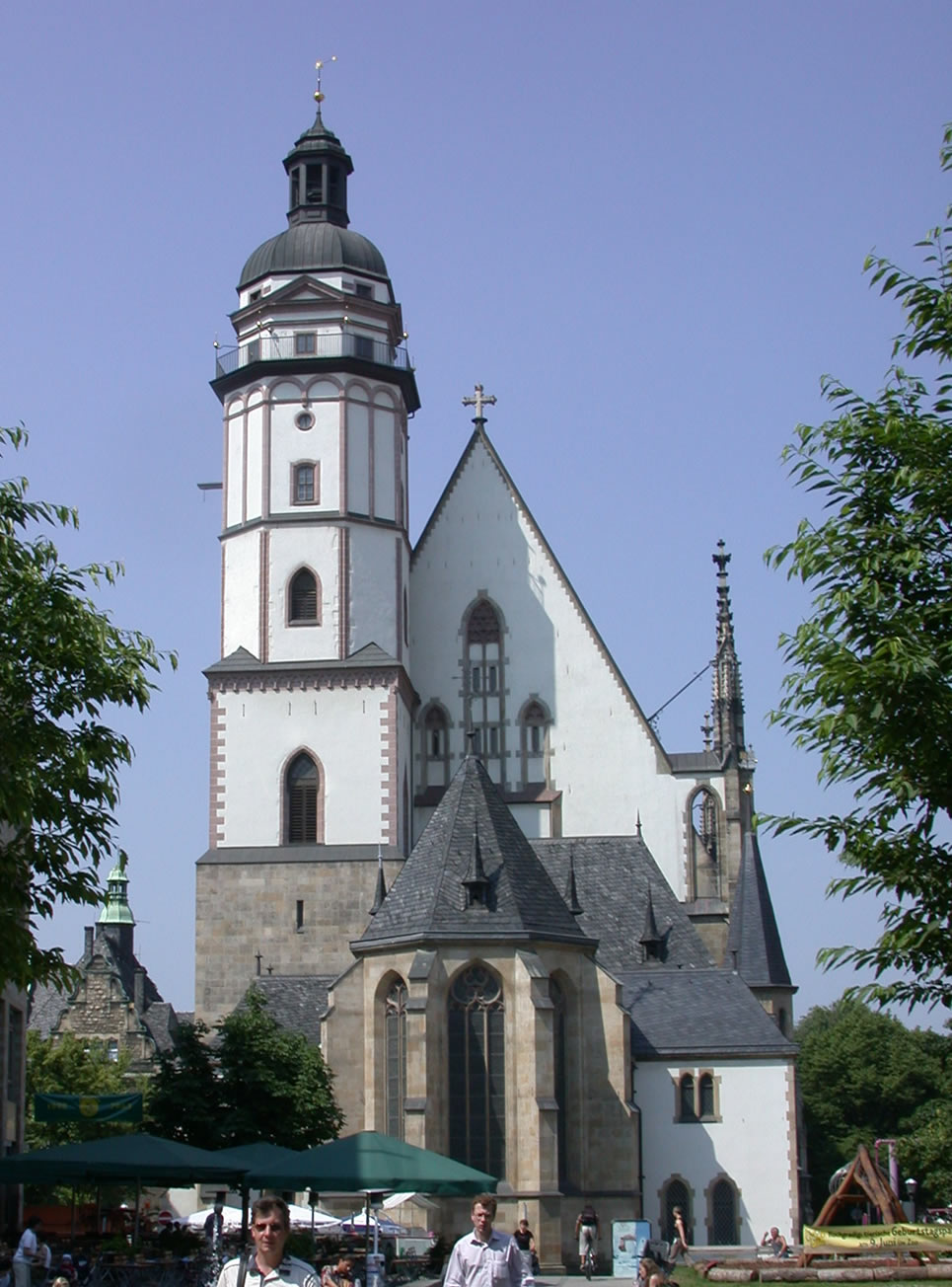
A második legnagyobb, a Tamás-templom, amelynek negyedszázadon át Bach volt a kántora

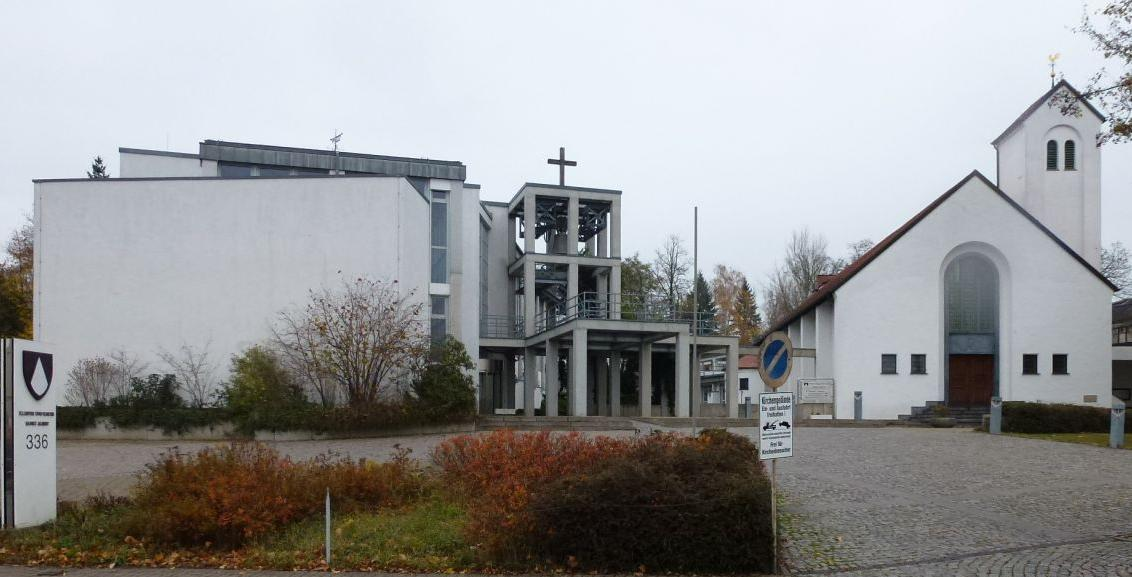
A Domonkos-rendi kolostor

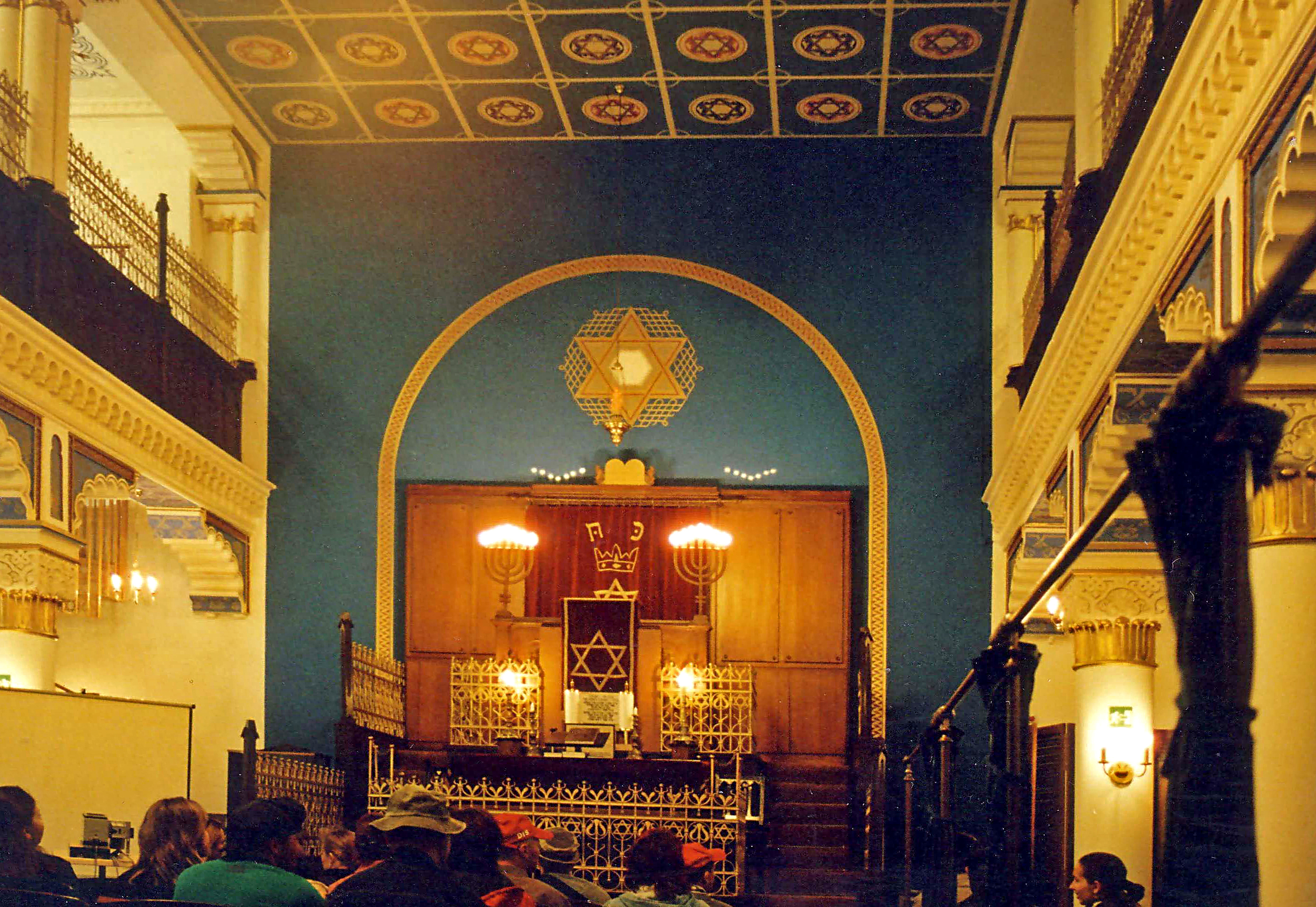
A keilstraßei zsinagóga

Lipcse lakossága a reformációig a Merseburgi egyházmegyéhez tartozott. A 13. században négy kolostort alapítottak itt: a Szent Pált a Domonkos-rend, a Szent Tamást az Ágoston-rend, a Szentlélek kolostort a ferences rend a Szent Györgyöt pedig a ciszterciek és a bencések.
Az első lutheránus templom 1522–39 között épült. Jelenleg az összes evangélikus közösség a városon kívül, a Kirchenbezirk der sächsischen Landeskirche egyházmegyében működik.
1697 óta Lipcsében újra vannak római katolikus szentmisék. 1921-ben a Meißeni egyházmegye (mai nevén Drezda-Meißeni egyházmegye) újra helyreállt, a „Vásárvárosban” van az esperesség székhelye. Lipcse katolikus főszékesegyháza a Szentháromság-bazilika. 2016-ban a főegyházmegye felkérte a várost a 100. Német Katolikusnap megrendezésére.
1700 óta Lipcsében működik egy, az Evangélikus-Református Egyházmegye alá tartozó közösség is.
A két nagy egyház mellett léteznek itt olyan evangéliumi szabadegyházak is, mint a német szabadegyházak szövetsége, a baptisták, a metodisták, a mennoniták és a Hetednapi Adventista Egyház. Itt székel a Testvéri Közösségek Munkaközösségének országos elnöksége.
A lipcsei zsidóság első említése III. Henrik meisseni őrgróf 1248-as oklevelében esik meg. 1800 után alakul meg az első zsidó hitközség. A nemzetiszocializmus korszakáig a városnak a zsidók csak másodrendű polgárai lehettek, a tudósokat, művészeket és írókat is beleértve. 1912-ben Ephraim Carlebach rabbi megalapította az izraelita felső-középiskolát, Szászország első zsidó iskolájaként, amely 1942-ig működött. 1929-ben hitközség 14 000 tagjával Szászország legnagyobb és Németország egyik legnagyobb közösségét mondhatta magáénak. 1933-tól kezdődött a város zsidó lakosságának szisztematikus kiirtása, ami a deportálással és a holokauszttal teljesedett be. A háború után a hitközség mindössze 24 tagot számlált. A taglétszám egészen az 1990-es évek elejéig stagnált, 2004-ben viszont – az orosz zsidók bevándorlása folytán – már 1300 tagja volt. 2009-ben új Kultúr- és Kongresszusi Centrumot alapítottak az Ariowitsch-házban.
Lipcse muszlim közössége nagyon fiatal és az iszlámhitűek száma messze elmarad a főbb német tartományok nagyvárosaiétól. Ennek ellenére, a kereszténység után 2009-ben a maga tízezres létszámával a második helyre jutott, jóllehet az összlakosságnak csupán a 2%-át tették ki. A legnagyobb mecset az Ar-Rahman-mecset, amely a DİTİB török-iszlám közösségé.
| Vallás             | Létszám (Lipcse a 2013-as statisztikai évkönyvben – 211-es táblázat) | Százalékos megoszlás |
| ------------------ | -------------------------------------------------------------------- | -------------------- |
| evangélikus        | 62 609                                                               | 11,8%                |
| római katolikus    | 22 586                                                               | 4,3%                 |
| egyéb vagy ateista | 443 345                                                              | 83,9%                |

1989. szeptember 4-én a legnagyobb, a Miklós-templomból kiindulva tartották az első Hétfői Tüntetést, ahol a békés felvonulók demokratikus változásokat követeltek. A tüntetéssorozat később más városokra is átterjedt, ami nagyban hozzájárult a kelet-német szocialista rendszer bukásához.

## Közlekedése
Lipcsében található a legnagyobb alapterületű európai vasúti pályaudvar, a Lipcsei főpályaudvar.

## Média
A város a Középnémet Rádióállomás (MDR – Mitteldeutscher Rundfunk) központja
A magán rádióadók: Radio PSR, Energy Sachsen, R.SA und Leipzig 91.3, Mephisto 97.6 és a Radio Blau.

## Múzeumok és látnivalók
- Tamás-templom
- Bach-múzeum(wd) – a zeneszerző tárgyai, élete
- Miklós-templom(wd)
- Lipcsei zsinagógák
- Deutsches Buch- und Schriftmuseum – Könyvmúzeum
- Grassi Múzeum(wd)
- Várostörténeti Múzeum(wd)
- Szépművészeti Múzeum (MdbK)
- Népek csatájának emlékműve
- Baskír emlékkő
- Régi városháza(wd)
- Új városháza(wd)
- Panometer Leipzig – Yadegar Asisi művész hatalmas panorámaképei; 2016-ban a Nagy-korallzátony, 2017-től a Titanic című alkotás tekinthető meg
- Budde-Haus – művelődési központ Gohlis városrészben

## Lakosság
Fő cikk: Lipcse lakossága

## Testvérvárosai
- Addisz-Abeba, Etiópia (2004)
- Bologna, Olaszország (1962)
- Brno, Csehország (1973)
- Frankfurt am Main, Németország (1990)
- Hannover, Németország (1987)
- Ho Si Minh-város, Vietnám (2021)
- Houston, Texas USA, (1993)
- Kijev, Ukrajna (1961)
- Krakkó, Lengyelország (1973)
- Lyon, Franciaország (1981)
- Nanking, Kína (1988)
- Szaloniki, Görögország (1984)
- Travnik, Bosznia-Hercegovina (2003)

## Rendezvények
- Nemzetközi irodalmi kiállítás és fesztivál (március): http://www.leipziger-buchmesse.de/
- Nemzetközi Autókiállítás (április): http://www.ami-leipzig.de/
- Johann Sebastian Bach Fesztivál (május): https://web.archive.org/web/20110202152350/http://www.bach-leipzig.de/
- Nemzetközi Dark, Wave, Gothic Fesztivál (Pünkösd): http://wave-gotik-treffen.de/
- Nemzetközi Dokumentum- és Rajzfilmfesztivál (október): http://www.dokfestival-leipzig.de/homepage/en/%5B%5D
- Francia Filmfesztivál (október): http://www.franzoesische-filmtage.de/
- Lipcsei Jazz Fesztivál (november): http://www.leipziger-jazztage.de/
- Kortárs Európai Színházfesztivál (november): http://www.leipzig-online.de/euro-scene/ Archiválva 2006. március 4-i dátummal a Wayback Machine-ben
- Játékkiállítás, számítógép- és videojátékok vására: http://www.gc-germany.de/gcinfo_e.shtml
- Lipcsei Diákkarnevál: http://www.studentenfasching.de
- Games Convention: http://www.gc-germany.de/

## Híres lipcseiek
Itt születtek

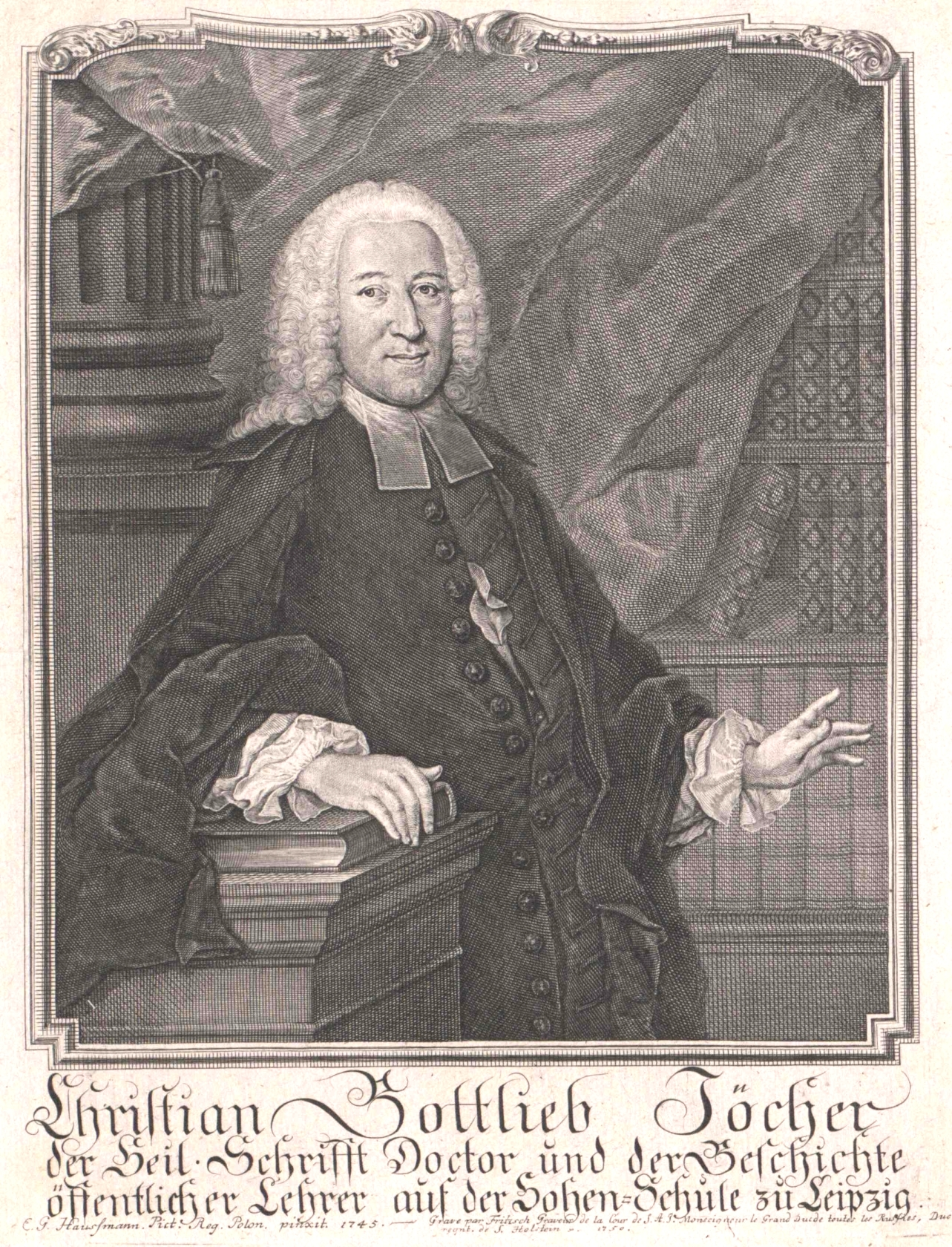
Christian Gottlieb Jöcher

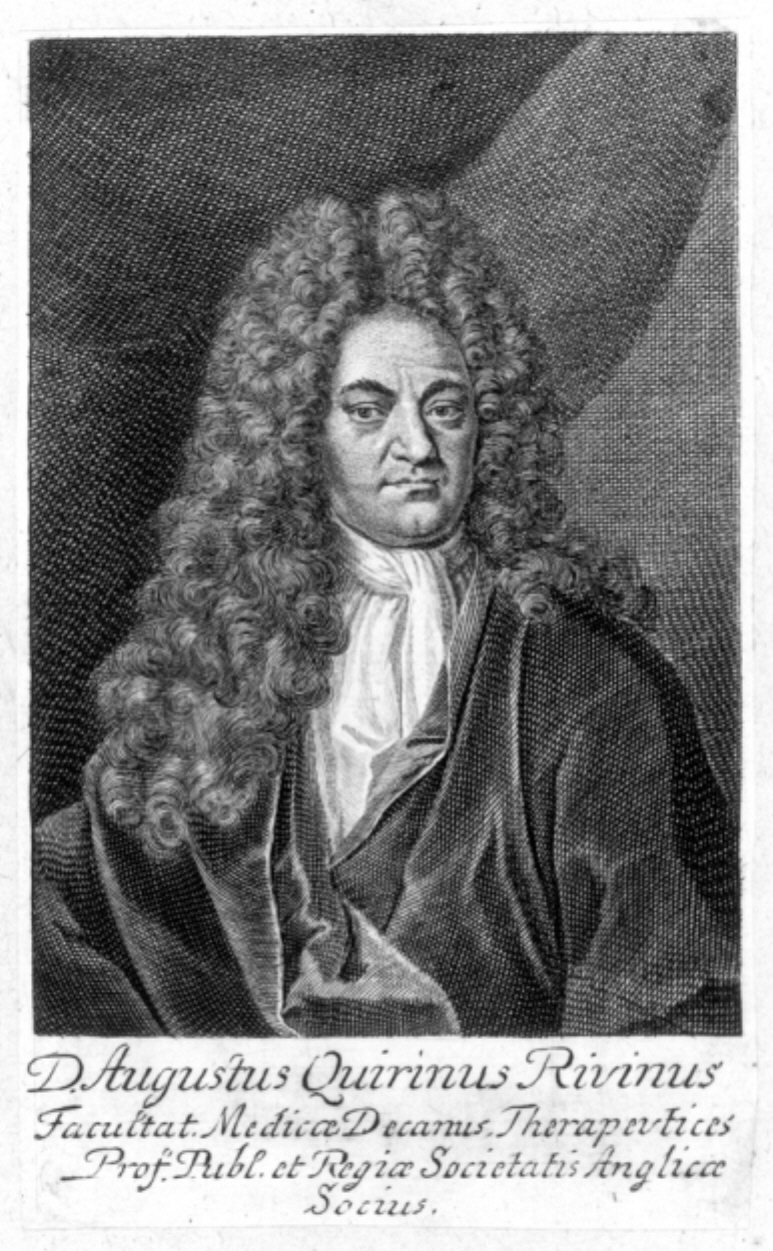
Augustus Quirinus Rivinus

- Louis Angely (1787–1835) színész, író
- Johann Christian Bach (1735–1782) zeneszerző, J. S. Bach fia
- Gottfried Wilhelm Becker (1778–1854) orvos, szerző
- Carl Gustav Carus (1789–1869) orvos, festő, filozófus
- Johann Carl Friedrich Dauthe (1746–1816) építész, a Miklós-templom mai belsejének kialakítója
- Albert Dufour-Feronce (1798–1861) vállalkozó, bankár, vasútépítő
- Christian Gottlieb Jöcher (1694–1758) tudós, könyvtáros, lexikográfus
- Bill Kaulitz, a Tokio Hotel énekese
- Tom Kaulitz, a Tokio Hotel gitárosa
- Tobias Künzel, a Die Prinzen frontembere
- Sebastian Krumbiegel, a Die Prinzen énekese
- Gottfried Wilhelm Leibniz (1646–1716) filozófus, matematikus, jogtudós
- Wolfgang Lenk, a Die Prinzen énekes-gitárosa
- Till Lindemann, a Rammstein énekese és dalszövegírója
- Johann Friedrich Mayer (1650–1712), evangélikus teológus
- Augustus Quirinus Rivinus (1652–1723) botanikus
- Henri Schmidt, a Die Prinzen énekese
- Richard Wagner (1813–1883) német zeneszerző

Itt éltek
- Johann Sebastian Bach (1685–1750) zeneszerző